# NGC 2623
NGC 2623 = Arp 243 ist eine verschmelzende Doppelgalaxie im Sternbild Krebs, welche etwa 245 Millionen Lichtjahre von der Milchstraße entfernt ist. Halton Arp gliederte seinen Katalog ungewöhnlicher Galaxien nach rein morphologischen Kriterien in Gruppen. Diese Galaxie gehört zu der Klasse Galaxien mit Anzeichen für eine Aufspaltung.
Die Galaxie NGC 2623 wurde am 19. Januar 1885 vom französischen Astronomen Édouard Jean-Marie Stephan entdeckt.